# Діаманте Марія Скарабеллі
Діама́нте Марі́я Скарабе́ллі (італ. Diamante Maria Scarabelli), звана Діамантіна (італ. La Diamantina) (6 жовтня 1675, Болонья — 5 квітня 1754, Болонья) — італійська оперна співачка сопрано, примадонна венеційського театру «Сан Джаванні Грізостомо», одна з найвідоміших співачок епохи бароко. Народилася в Болоньї в родині Джорджо Скарабеллі та Джованни Таволіні.

## Музична кар'єра
Діаманте Марія Скарабеллі дебютувала на оперній сцені в шістнадцятирічному віці навесні 1692 року в Кремі в опері «Pausania» Джованні Леґренці в ансамблі зі знаменитим кастратом-альтом Пістоцці.
Взимку 1692—1693 років вона перебувала в Лоді й співала в "Ендіміоні " Паоло Маньї та Джакомо Гріффіні (прем'єра відбулася 24 листопада 1692року) та в «Rosmene, overo L'infedeltà fedele» Алессандро Скарлатті.

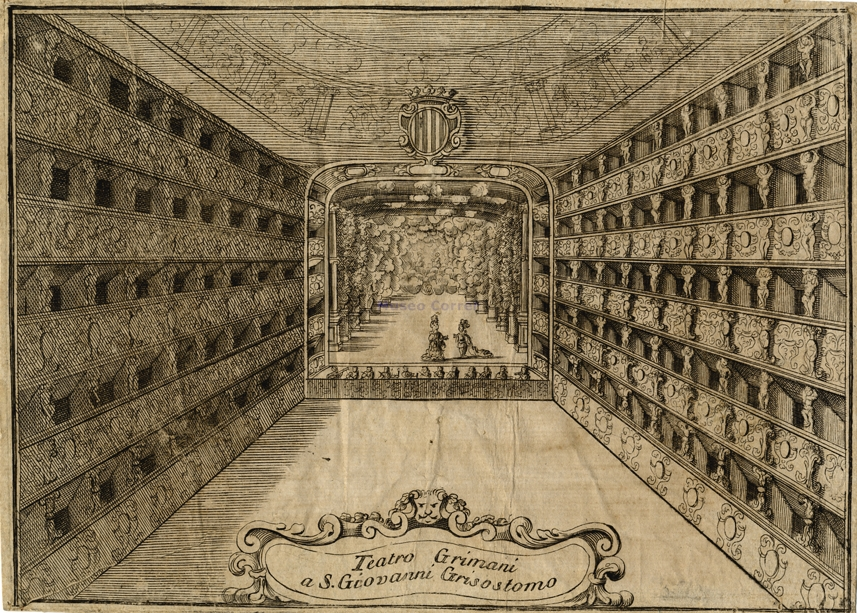
Інтер'єр театру «Сан Джованні Ґрізостомо» під час вистав 1709 року, гравюра Вінченцо Марія Коронеллі

Приблизно з 1695 року до 1708 рік вона офіційно була «віртуозою» на службі й під протекцією герцога Мантуанського Фердинанда Карла фон Гонзаги-Невера. Під час Венеційського карнавалу 1695 року вона вперше співала у, найвеличнішому оперному театрі Венеції Сан-Джованні Ґрізостомо, який став центральним театром її музичної кар'єри. Вона з'явилася на сцені в опері Карло Франческо Поллароло «Irene». У 1695—1696 роках виступала в Театро Дукале в Турині, 1697 року в Мантуї.
1697 року вона здобула визнання, виконавши партію в «Perseo» — пастиші з музикою Джузеппе Альдровандіні, Джакомо Антоніо Перті, Карло Франческо Поллароло і Бернардо Сабадіні. На цей час вона була доволі високо оплачуваною співачкою. Так, за виступ в опері Альдоврандіні «Le due auguste» в Театрі Формальярі в Болоньї влітку 1700 року Діаманте Скарабеллі отримала за цикл вистав велику суму в 260 іспанських дублонів.
У Венеції 1703 року Діамантіна співала в театрі «Сан-Джованні Ґрізостомо» в операх Карло Франческо Поллароло «Venceslao» й у вересні 1704 року в «Da la virtude ha la bellezza onore».
1703 року розпочалася плідна співпраця співачки з композитором Антоніо Кальдара з його опери «Gli equivoci del sembiante», яка була виконана в блискучому акторському складі в Казале-Монферрато для герцога Мантуї.
Популярність Діаментіни серед венеційської публіки сягнула музичного розквіту 1707 по 1712 роки, про що свідчить її постійна участь у виставах під час венеційських карнавалів, постійний ангажемент у «Сан-Джованні Ґрізостомо». Вона стала улюбленою співачкою популярних композиторів венеціанських оперних сцен: Антоніо Лотті, Антоніо Кальдара та Карло Франческо Поллароло використовували її в багатьох своїх прем'єрах, зокрема з басом Антоніо Франческо Карлі. Саме в цей час у Венеції вона зустріла молодого Георга Фрідріха Генделя, який написав для неї роль кокетливої Поппеї у своїй «Агріппіні». Її вокальна техніка надихнула Генделя додати віртуозну арію до опери для її першого показу. Роль Поппеї насичена колоратурою й підкреслює гнучкість голосу Діамантіни, широкий діапазон теситури її сопрано. Ця опера, прем'єра якої відбулася 26 грудня 1709 року в театрі «Сан-Джованні Ґрізостомо», мала настільки великий успіх у публіки, що витримала аж 27 послідовних вистав.
Після смерті герцога Мантуанського влітку 1708 Діаманте Скарабеллі перейшла на службу як «віртуоза» до віце-короля Неаполя, кардинала, лібретиста Вінченцо Грімані, автора лібрето «Агріппіни». До того ж разом зі своїм старшим братом Джованні Карло він був співзасновником і співвласником театру «Сан-Джованні Ґрізостомо». Вона припинила виступати у цьому театрі з 1715 року, продовжуючи виступати в менш престижних театрах Венеції — театрі «Сан Джованні та Паоло», театрі «Святого Ангела».
Після смерті Грімані в 1710 році вона вступила на службу до герцога Модени Рінальдо д'Есте.
Її останній засвідчений виступ відбувся влітку 1718 року в театрі Формальярі в її рідній Болоньї в ролі Емілії в «Lucio Papirio» Орландіні. Покинувши сцену, вона надала свій дім для академії поезії та музики. 
Померла Діаманте Марія Скарабеллі 5 квітня 1754 року в Болоньї, похована в Санктуарії del Corpus Domini.

## Вокальні здібності
Діаманте Марія Скарабеллі була однією з видатних примадонн кінця XVII — початку XVIII століть разом із такими співачками, як Марія Маддалена Мусі, Вітторія Тарквіні та дещо пізніше Марґеріта Дюрастанті. Її прославили не лише віртуозний спів, вокальні здібності: теситура між середнім D і високим G, бездоганна модуляція, універсальність як бравурних, так і експресивних співів, але й акторська майстерність.
За час своєї музичної кар'єри Діаманте Скарабеллі виступала на оперних сценах Венеції, Віченци, Болоньї, Генуї, Казале-Монферрато, Мілана, Павії, Парми, П'яченци, Туріна, Реджо-Емілія, Ровіго, Сієни, Феррари.